# Mazarunia mazarunii
Mazarunia mazarunii és una espècie de peix de la família dels cíclids i de l'ordre dels perciformes.
Els adults poden assolir 5,3 cm de longitud total. Tenen 26 vèrtebres:. Viu en zones de clima tropical entre 20 °C-30 °C° de temperatura. Es troba a Sud-amèrica: riu Mazaruni i la conca del riu Essequibo, Guaiana).